# Simon Spannbrucker

Simon Spannbrucker, 1899

Simon Spannbrucker (* 25. Oktober 1848 in Klebham bei Fridolfing; † 31. März 1914 in Laufen) war ein deutscher katholischer Geistlicher und gilt wegen seiner Tätigkeiten um die katholischen Burschenvereine als „Burschenvater“.

## Geistliches Wirken
Spannbruckers Primiz zum Stiftsdekan von Laufen fand am 27. Juli 1874 statt. Spannbrucker war unter anderen Präfekt des Knabenseminars in Freising und Geistlicher Rat.

### Bau der Pfarrkirche Mariä Himmelfahrt
In besonderer Weise machte er sich um einen Neubau einer Pfarrkirche in der oberbayerischen Gemeinde Fridolfing, seiner Heimatgemeinde, verdient. Zusammen mit seinen Schwestern stiftete er das Grundstück sowie beachtliche Geldsummen. Am 26. Dezember 1884 hielt Spannbrucker, als Vertreter für den Fridolfinger Pfarrer Stephan Glonner, eine bis heute legendäre Predigt, in der er forderte den Bau einer neuen Pfarrkirche von der Kollekte des kommenden Sonntages abhängig zu machen. Die Spendenfreudigkeit der Fridolfinger war eindeutig und zeigte ein klares Votum für den Bau der bis heute größten Dorfkirche Mariä Himmelfahrt in Fridolfing.

Spannbrucker als Brunnenfigur in Fridolfing
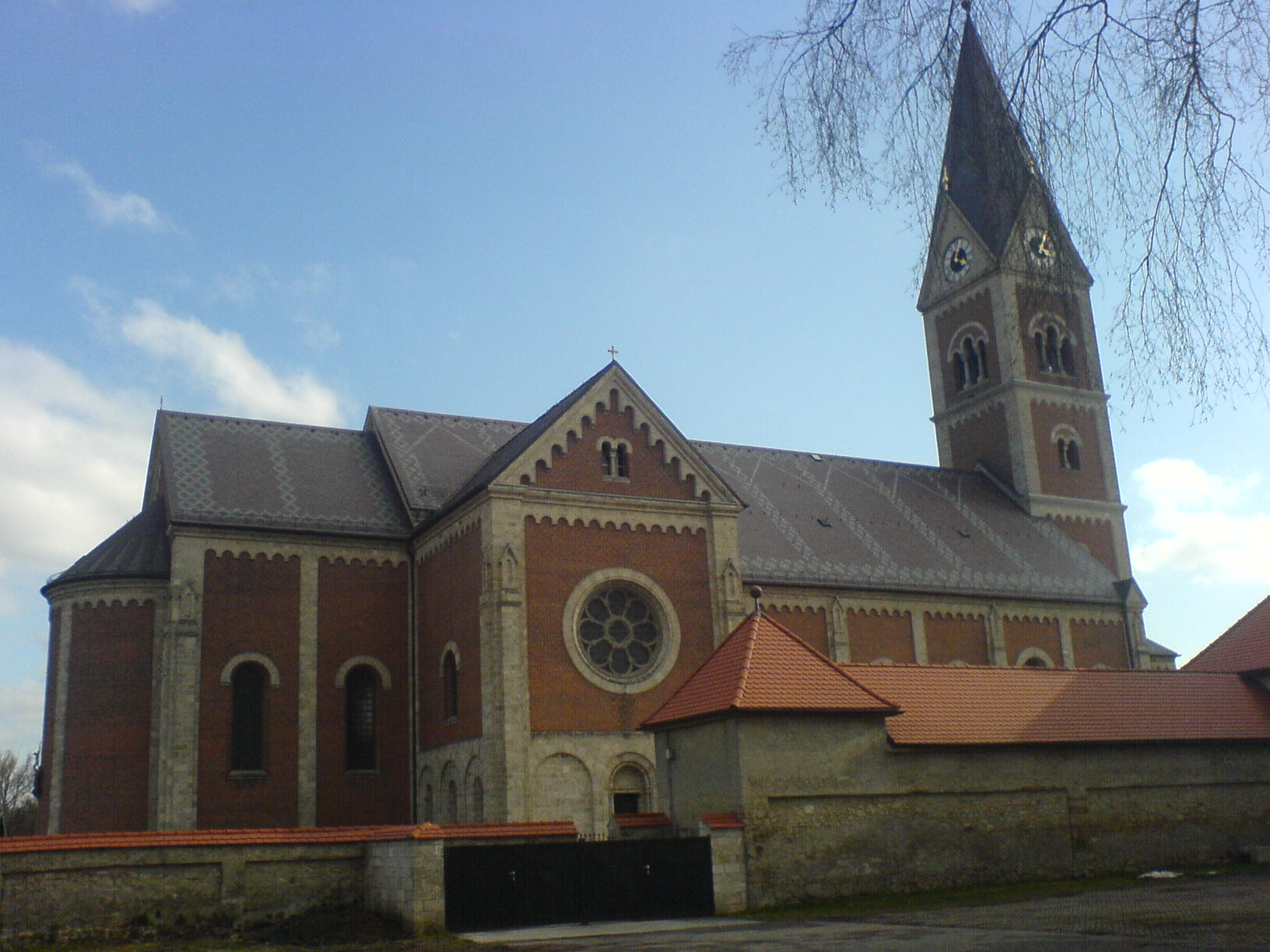
Größte Dorfkirche Deutschlands Mariä Himmelfahrt in Fridolfing

## Verdienst um die Burschenvereine
Inspiriert durch die Idee von Adolph Kolping, der 1849 Vereinigungen für Handwerksgesellen schuf, fasste Spannbrucker den Beschluss, ähnliche Vereine und Verbände den Jugendlichen auf dem Land zur Verfügung zu stellen. Als Spannbrucker 1901 die Pfarrei Laufen übernahm, gründete er sobald den Burschenverein „Petrinia“, der auch heute noch Bestand hat. In den darauffolgenden Jahren gründete Spannbrucker eifrig weiter Burschenvereine in Bayern und dem angrenzenden Österreich. Auf Spannbruckers Initiative hin wurde dann bereits 1903 ein Dachverband „Katholische Burschenvereine für das Königreich Bayern“ für die entstandenen Burschenvereine gegründet, in dem Spannbrucker per Wahl zum Vorstand bestimmt wurde. Ab 1911 gab der Dachverband auf Wunsch Spannbruckers das Verbandsblatt „Burschenblatt“ heraus. Durch diese Verdienste bekam Spannbrucker den Beinamen „Burschenvater“.